# Anoplodrepanus reconditus
Anoplodrepanus reconditus là một loài bọ cánh cứng trong họ Bọ hung (Scarabaeidae).